# Eufriesea violascens
Eufriesea violascens är en biart som först beskrevs av Alexander Mocsáry 1898.
Eufriesea violascens ingår i släktet Eufriesea, tribus orkidébin och familjen långtungebin. Inga underarter finns listade i Catalogue of Life.